# Kisdér
Kisdér es un pueblo ubicado en el distrito de Siklós, en el condado de Baranya, Hungría.

## Superficie
Posee una superficie de 4,370 kilómetros cuadrados.

## Demografía
Hasta 2019 la población era de 95 habitantes, con una densidad de población de 21,74 habitantes por kilómetro cuadrado.